# Peroz I
|  | No s'ha de confondre amb Peroz I Kuixanxa. |

Peroz I, (Peirozes, Priscus, fr. 33; Procop. Pers 1.3 i Agath. Iv. 27; la forma moderna del nom és Feroç, Firouz) va ser un emperador sassànida que va regnar del 457 al 484.
Peroz I era fill d'Isdigerdes II, el Clement (438 – 457). Es va rebel·lar contra el seu germà Hormizd III (457 – 459), que va succeir al seu pare com a Rei de reis. El 459, Peroz I va derrotar i va matar Hormizd III amb l'ajut dels heftalites (també anomenats huns blancs), que havien envaït Bactriana. A continuació va matar la major part de la seva família i va començar a perseguir les sectes cristianes. No obstant això, va permetre la difusió del nestorianisme, una branca del cristianisme diferent de la de l'Imperi Romà d'Orient.
Peroz I va tractar de mantenir la pau amb l'Imperi Romà d'Orient i va aconseguir el seu objectiu. Per altra banda, va intentar detenir als heftalites que havien començat a conquerir l'est de l'Iran, però totes aquestes guerres van obtenir un resultat desastrós, malgrat que els romans li van fornir tropes. Peroz I va ser fet presoner i va haver de lliurar al seu fill Kavadh I durant tres anys, com a ostatge als heftalites, abans de poder pagar la forta suma que li demanaven pel seu rescat. Una vegada que Kavadh va ser alliberat, Peroz I, va trencar el seu tractat amb els heftalites i va intentar atacar-los amb una gran armada, però aquesta es va perdre pel desert oriental, essent dissolta l'any 484. Els heftalites van envair i saquejar Pèrsia durant dos anys. Un noble persa, procedent d'una antiga família de Karen Zarmihr (o Sokhra), va restablir l'ordre i va ajudar a Valash (484 – 488), un dels germans de Peroz I, a pujar al tron.